# Pauline Beery Mack

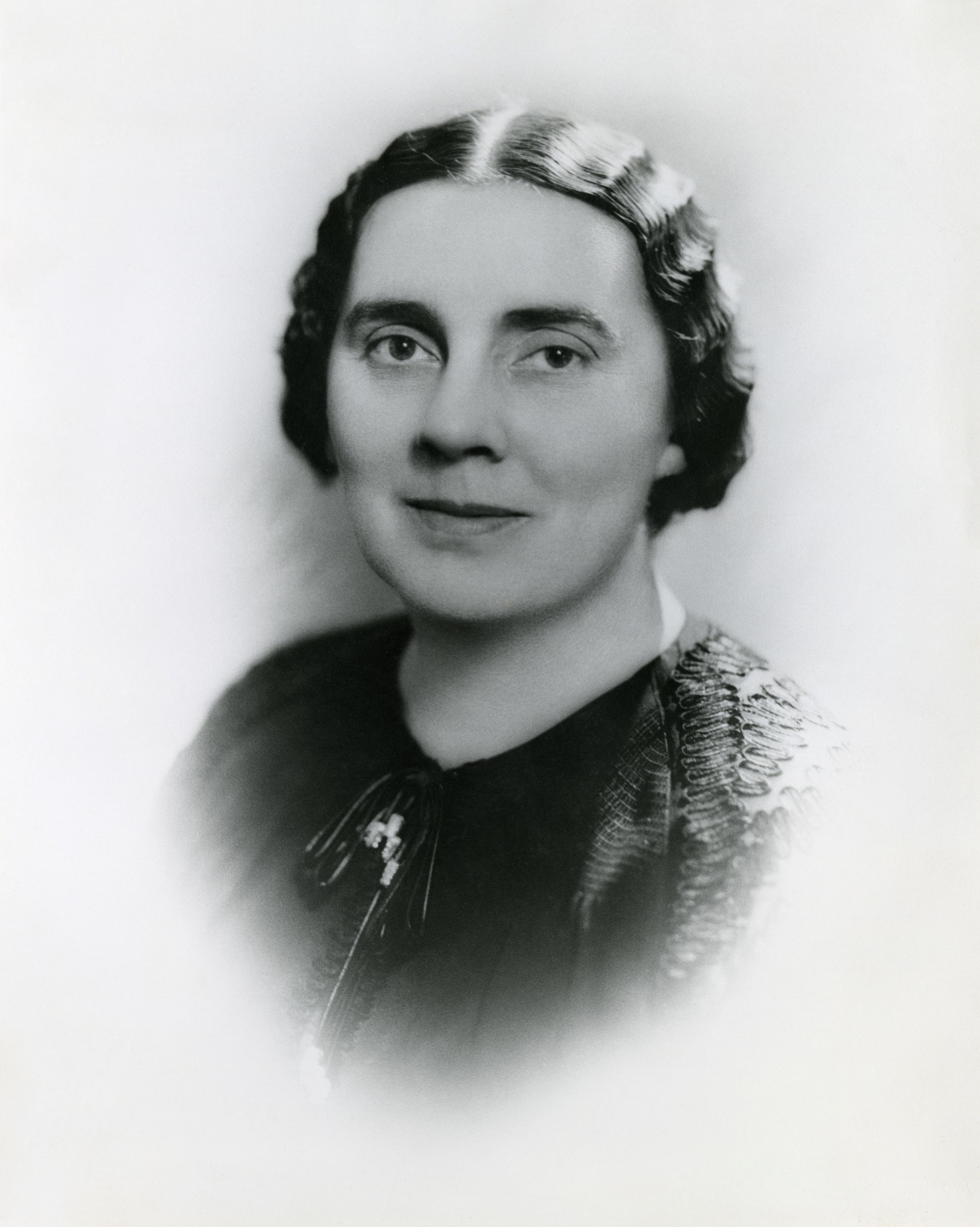
Pauline Beery Mack

Pauline Gracia Beery Mack (* 19. Dezember 1891 in Norborne, Missouri; † 22. Oktober 1974 in Denton, Texas) war eine US-amerikanische Chemikerin und Ernährungswissenschaftlerin.

## Leben
Pauline Beery Mack war die Tochter von John Beery und Dora Woodford Beery. Ihre Eltern betrieben einen Gemischtwarenladen in Norborne, Missouri, wo sie auch die öffentliche Schule besuchte. Nach ihrem Highschool-Abschluss 1910 ging sie an die Missouri State University. Hier studierte sie Chemie, mit dem Nebenfach Biologie; Bachelor 1913. Während der nächsten sechs Jahre war sie als Highschool-Lehrerin für Chemie tätig und machte nebenbei – hauptsächlich in den Sommerferien – ihr Masterstudium an der Columbia University in New York City, das sie 1919 abschloss. Im Anschluss bekam sie eine Anstellung als Lehrkraft für Chemie am Home Economics Department der Pennsylvania State University, unterrichtete während ihrer über dreißigjährigen Lehrtätigkeit an der Universität aber auch Erstsemester der Chemiefakultät, wo sie 1932 mit einer Arbeit über die Chemie des Calciums in Wirbeltierknochen promovierte.
Zu ihren herausragenden Forschungsleistungen an der Penn State zählen die Pennsylvania Mass Studies in Human Nutrition. Bei dieser 1935 begonnenen Studie wurden über 15 Jahre je 100 Familien unterschiedlicher sozialer Schichten aus ländlichen und urbanen Regionen beobachtet und das Knochenwachstum der Kinder sowie der Mineralgehalt der Knochen aller Familienmitglieder analysiert und mit den Ernährungsgewohnheiten verglichen. 1940 wurde, angestoßen durch ihre Forschungsarbeiten, das Ellen H. Richards Institute gegründet, mit dem Schwerpunkt der Chemie von Nahrung, Ernährung und Kleidung, dessen erste Direktorin sie bis 1952 war.
1952 ging sie an die Texas Woman’s University, wo sie bis zu ihrer Pensionierung 1962 Dekan des College of Household Arts and Sciences war. Danach wurde sie Direktorin des Forschungsinstituts und führte unter anderem Untersuchungen für die NASA zu Auswirkungen der Schwerelosigkeit auf die Knochendichte durch. Dazu wurde der Mineralgehalt der Knochen von – über längere Zeiträume liegenden – männlichen Probanden mit einer eigens von ihr entwickelten Röntgenmethode untersucht. Sie entwickelte  spezielle Diäten für Astronauten, die der Demineralisierung entgegenwirkten und erhielt 1970 daraufhin den Silver Snoopy Award für ihre besonderen Verdienste für die bemannte Raumfahrt.
Pauline Beery Mack war seit 1923 mit dem Pflanzenphysiologen Warren Bryan Mack verheiratet, Professor für Gartenbau und Leiter des Department of Horticulture an der Pennsylvania State University. Warren B. Mack fertigte zudem in seiner Freizeit Holzstiche an und war als anerkannter Künstler Mitglied der National Academy of Design. Pauline Beery Mack hatte keine Kinder, ihr Mann verstarb 1952.

## Auszeichnungen (Auswahl)
- 1949: Distinguished Daughters of Pennsylvania (Governor of the Commonwealth of Pennsylvania)[7]
- 1950: Garvan-Olin-Medaille (American Chemical Society)
- 1970: Silver Snoopy Award